# Nidularium picinguabensis
Nidularium picinguabensis är en gräsväxtart som beskrevs av Elton Martinez Carvalho Leme. Nidularium picinguabensis ingår i släktet Nidularium och familjen Bromeliaceae. Inga underarter finns listade i Catalogue of Life.